# Гагарино (стоянка)

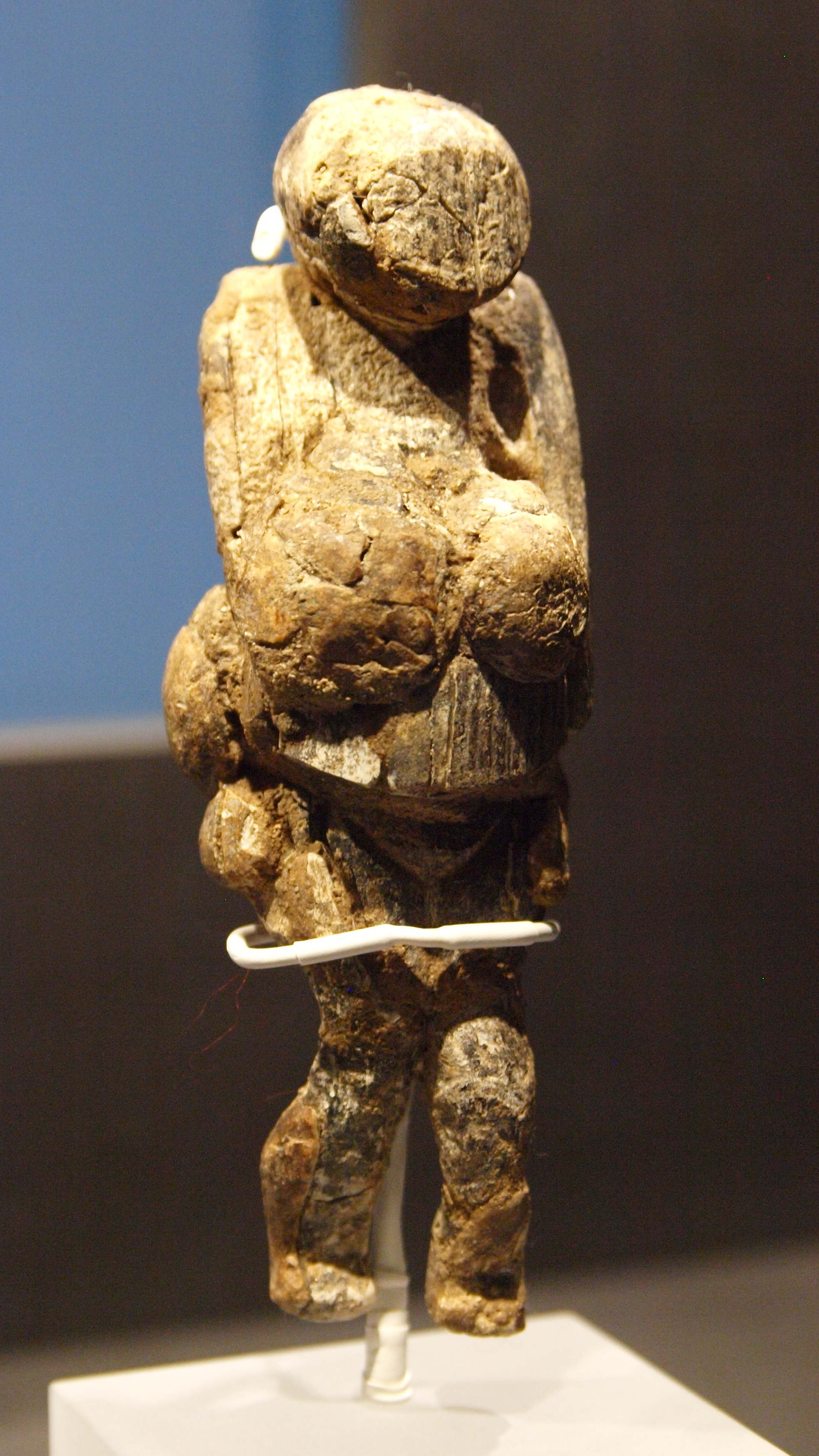
Палеолитическая венера со стоянки Гагарино

Гагарино — верхнепалеолитическая стоянка в Задонском районе Липецкой области России. Гагаринская стоянка находится на северной окраине села Гагарино на левобережье Верхнего Дона. Открыта летом 1924 года крестьянином И. В. Антоновым, нашедшим кости мамонта. Исследовалась С. Н. Замятниным в 1920-годах, А. Н. Рогачевым и А. А. Величко в 1955 году, М. Н. Грищенко и Л. М. Тарасовым в 1960-х годах.
Впервые в СССР на стоянке открытого типа было изучено верхнепалеолитическое жилое сооружение с углублённым примерно на 0,5 метра основанием. Гагаринская стоянка стала известна благодаря находкам изящных женских статуэток, вырезанных из бивней мамонтов, так называемые «палеолитических Венер». Общее количество находок — более 11 тысяч, в том числе 506 экземпляров кости и бивня мамонта со следами обработки, из которых 180 единиц составляют орудия труда, украшения и другие поделки, огромное количество расщеплённого кремня. Стоянка Гагарино по своему кремнёвому инвентарю напоминает восточнограветтские стоянки Костёнки I, Борщёво I, Бердыж и Пушкари I. На стоянке Гагарино использовалось четыре основных вида сырья: дальнеприносной цветной кремень (94,4%) из ледниковых отложений (морена); дальнеприносной кварцит (4,1%) также связанный с ледниковыми образованиями; меловой кремень (менее 1%), возможный источник сырья прилегающие с юго-запада территории правобережья реки Дон и(или) моренные суглинки; роговик (менее 1%). Кварцит преимущественно использовался для изготовления резцов (60% орудий из кварцита) и пластин с ретушью (13% орудий из кварцита). Основные черты метода изготовления пластин на стоянке Гагарино, так же как и набор техник, используемых для их скалывания были такими же, как и на Зарайской стоянке костёнковско-авдеевской культуры, Хотылёво 2 А и Хотылёво 2 В, а методы получения заготовок для микроорудий говорят о трёх различных традициях.
Возраст круглогодичного поселения — около 22 тысяч лет. Кроме стоянки Гагарино к гмелинскому интерстадиалу (23000—21000 лет назад) в центре Русской равнины относятся стоянки: Зарайская, Карачарово, Пенская, Чулатово 1, Костёнки 11 слой 2, Костёнки 21 слой 3, Костёнки 5 слой 3, Костёнки 4 слои 1 и 2, слой Костёнок 1 комплексы 1-4, Костёнки 13, Костёнки 18, Костёнки слой 1, Елисеевичи 1 и Елисеевичи 2, Октябрьское 2 слой 1, Новгород-Северская, Клюсы, Авдеевская комплексы 1 и 2.